# V.C. Corner Australian Cemetery
Pour un article plus général, voir Sites funéraires et mémoriels de la Première Guerre mondiale (Front Ouest).
Le cimetière « V.C. Corner Australian Cemetery » est un cimetière de la Première Guerre mondiale situé à Fromelles (Nord).

## Victimes
| Pays      | Victimes |
| --------- | -------- |
| Australie | 410      |
| Total     | 410      |